# Zebrias crossolepis
 Zebrias crossolepis és un peix teleosti de la família dels soleids i de l'ordre dels pleuronectiformes que es troba a les costes de la Xina.